# Spalbeek
Spalbeek is een dorp in de Belgische provincie Limburg, en een deelgemeente van de stad Hasselt, het was een zelfstandige gemeente tot aan de gemeentelijke herindeling van 1971.
Spalbeek is de meest westelijke deelgemeente van Hasselt en is gelegen aan de N2, de verbindingsweg tussen Hasselt en Diest. In het noorden van Spalbeek stroomt de Demer terwijl de zuidgrens gevormd wordt door de Herk.
Spalbeek, dat gelegen is in het overgangsgebied tussen de Kempen en vochtig-Haspengouw, was in het verleden een landbouwdorp maar heeft zich sinds de jaren 1970 ontwikkeld tot een woondorp.

## Etymologie
Spalbeek werd voor het eerst vermeld in 1380 als Spalbeken. Spal zou betrekking hebben op kloof, dus een beek in een nauw dal.

## Geschiedenis
Spalbeek werd voor het eerst vermeld in 1380 en was een Loonse heerlijkheid die later overging naar het prinsbisdom Luik. Het oorspronkelijke dorp was iets noordelijker gelegen dan de huidige dorpskern die pas ontstond na de aanleg van de steenweg van Hasselt naar Diest op het einde van de 18e eeuw. De heren van Spalbeek behoorden tot de familie De Binrevelt, vanaf 1785 tot de familie Van Stokkem.
In 1795 werd Spalbeek een zelfstandige gemeente tot in 1971 toen het bij Kermt werd gevoegd. In 1977 werden ze beide deelgemeenten van Hasselt.
Kerkelijk was Spalbeek tot in 1848 een deel van de parochie Kermt waarna het een zelfstandige parochie werd.
Hendrik van Veldeke, de eerste bekende schrijver van de Lage Landen, zou hier geboren zijn.

## Demografische ontwikkeling
- Bronnen:NIS, Opm:1831 tot en met 1970=volkstellingen

## Bezienswaardigheden
- De neoromaanse Onze-Lieve-Vrouw-Boodschapskerk.
- De gotische Onze-Lieve-Vrouw-Boodschapskapel, met romaans koor uit de 13e eeuw, die dienstdeed als kapelkerk van Kermt. De kapel is sinds 1946 een beschermd monument.
- De Van Veldekemolen
- Kasteel Rijsdaal
- Enkele boerderijen in vakwerkbouw, zowel langgestrekte als halfgesloten hoeven.

## Fotogalerij

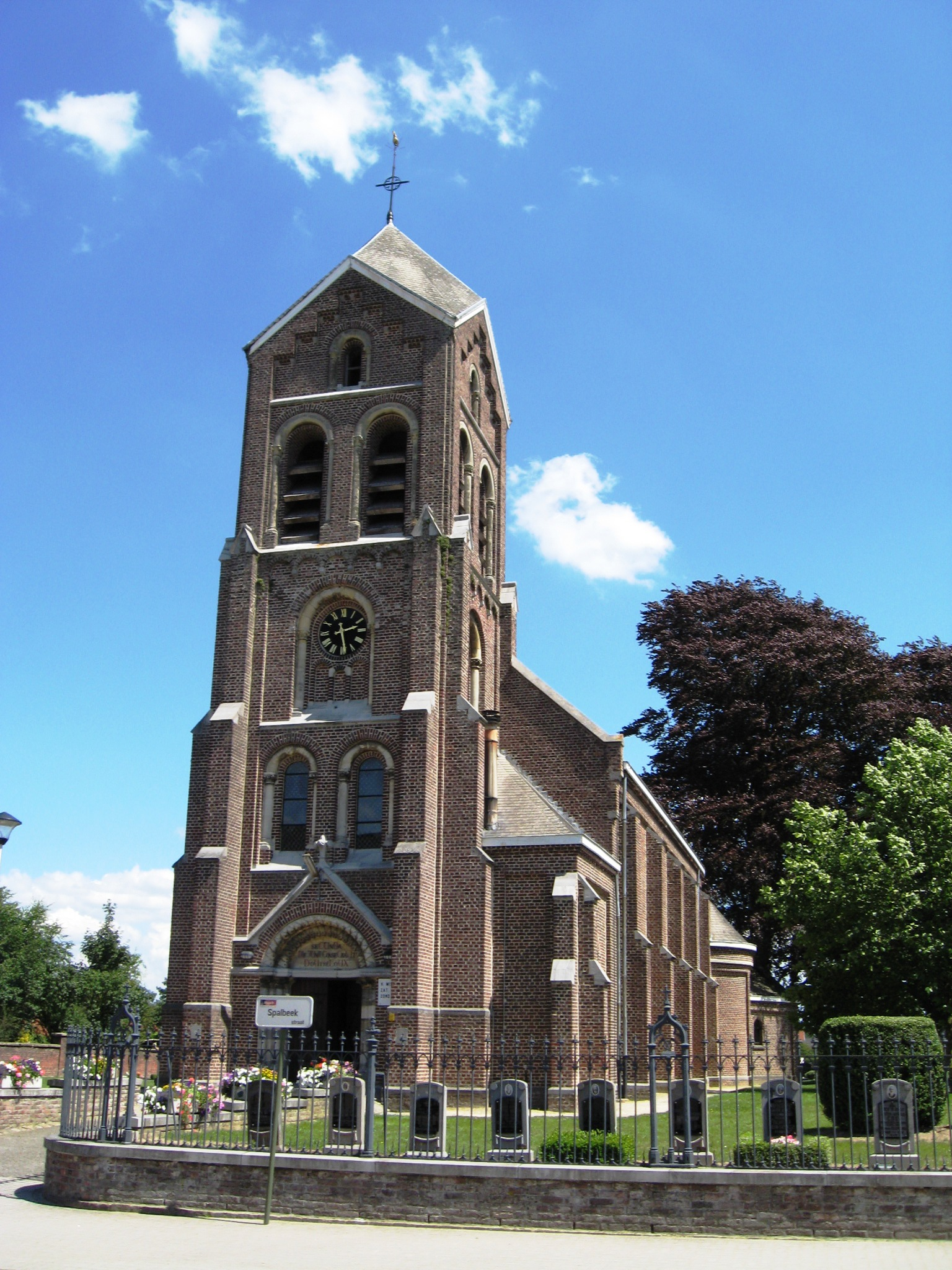
De dorpskerk toegewijd aan Onze-Lieve-Vrouw Boodschap
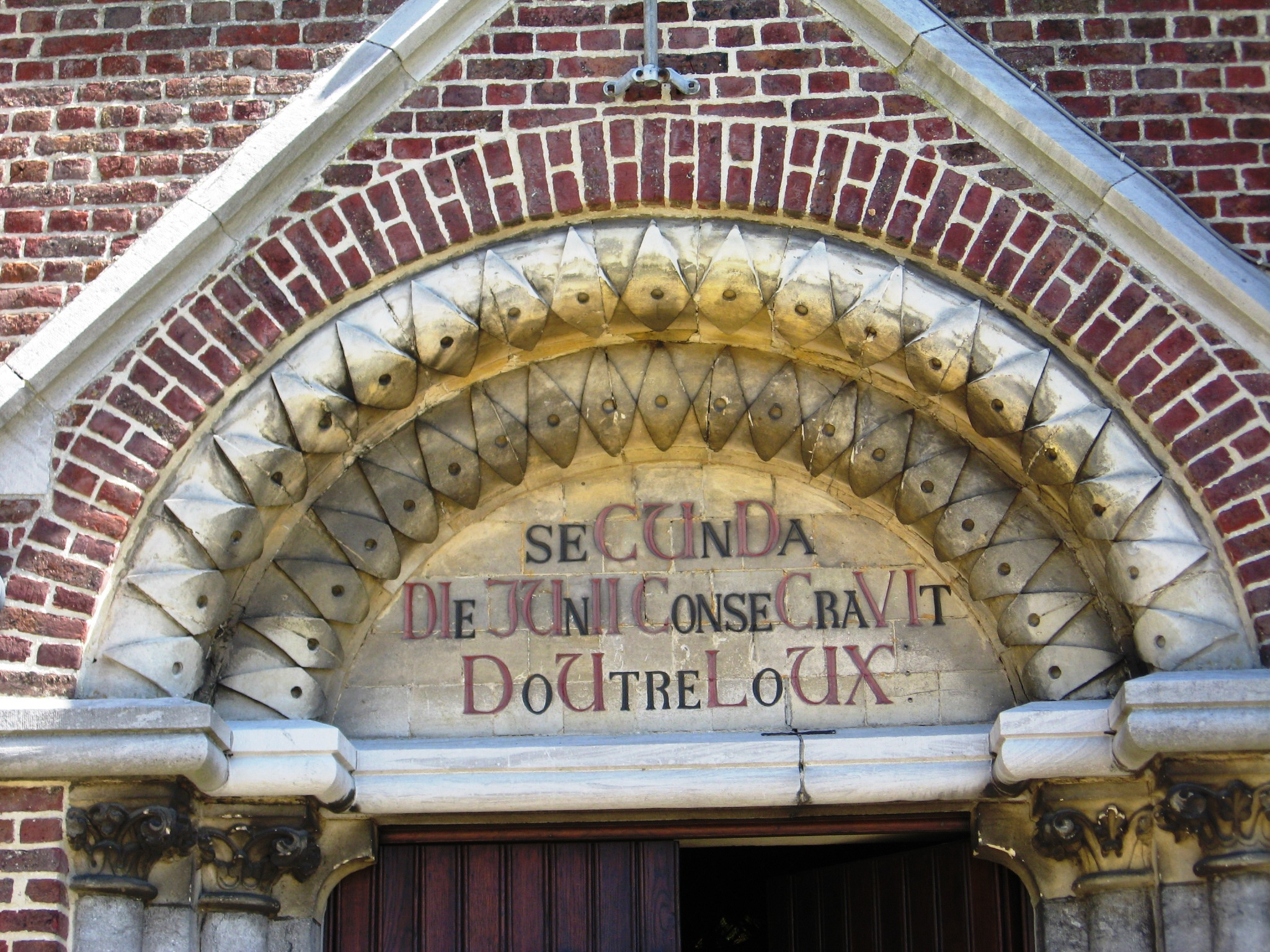
Het chronogram of jaardicht boven de ingang van de dorpskerk
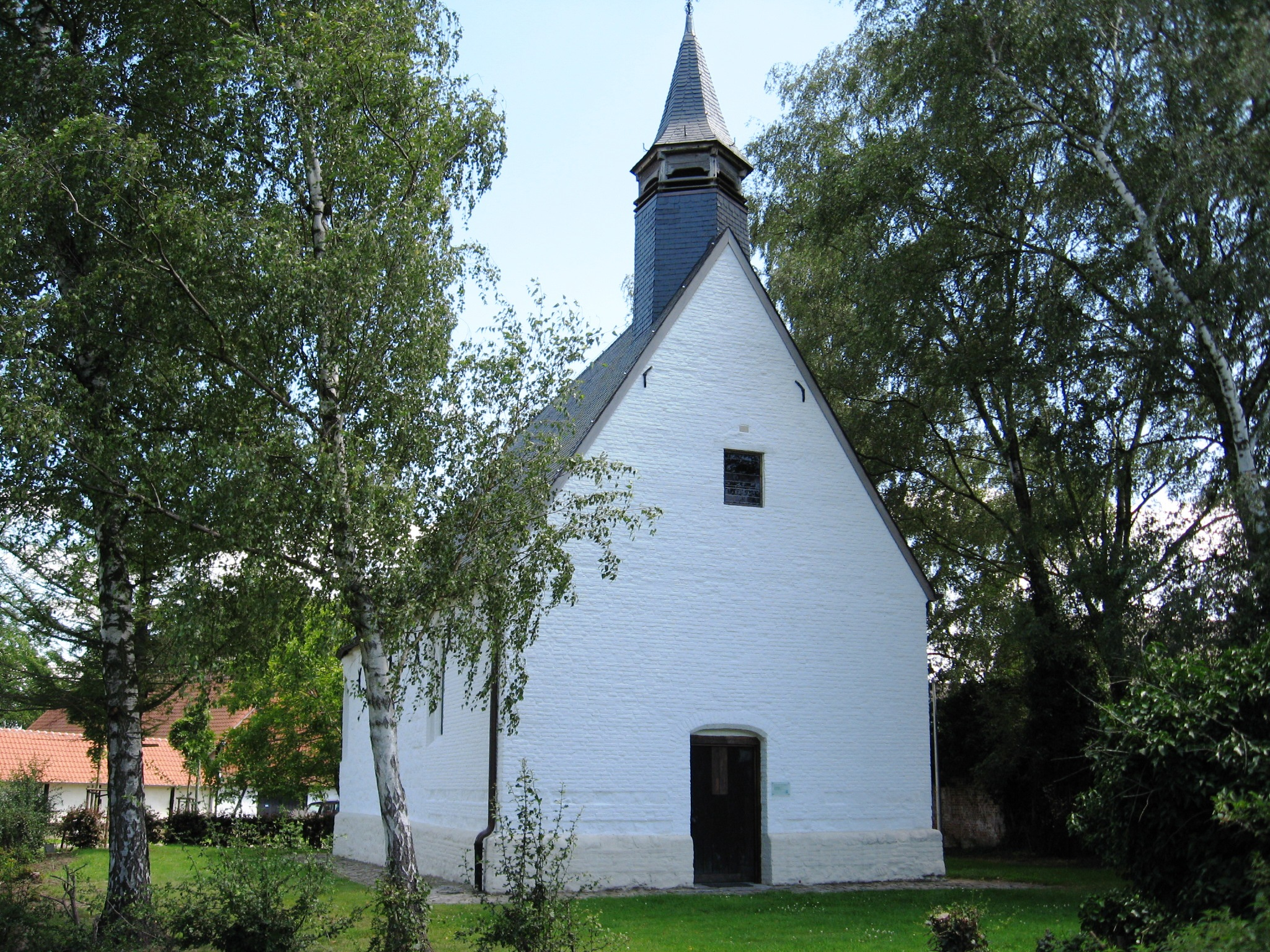
De kapel met romaans koor uit de 13e eeuw toegewijd aan Onze-Lieve-Vrouw Boodschap
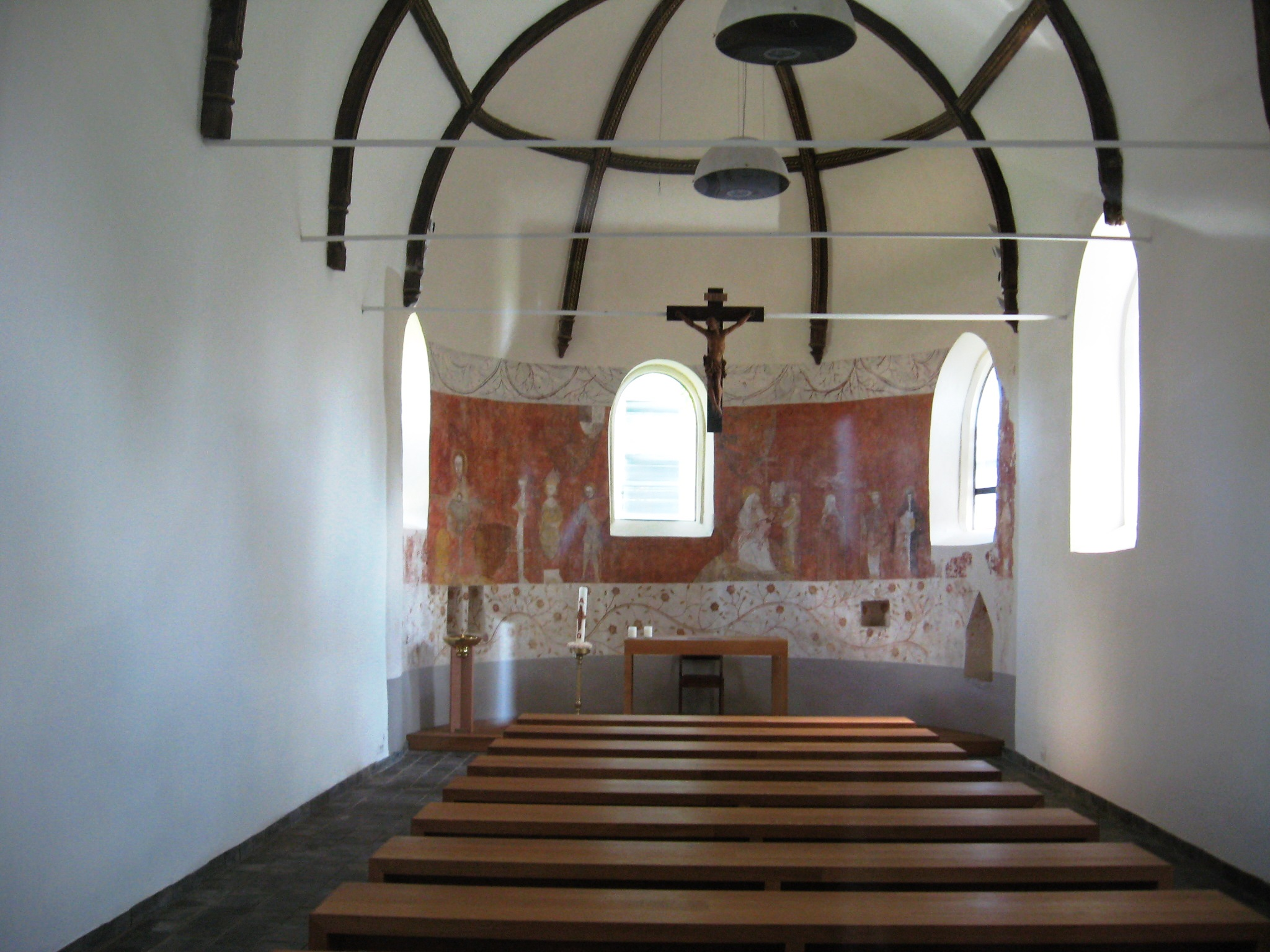
Binnenzijde van de kapel met muurschilderingen uit de 14e eeuw
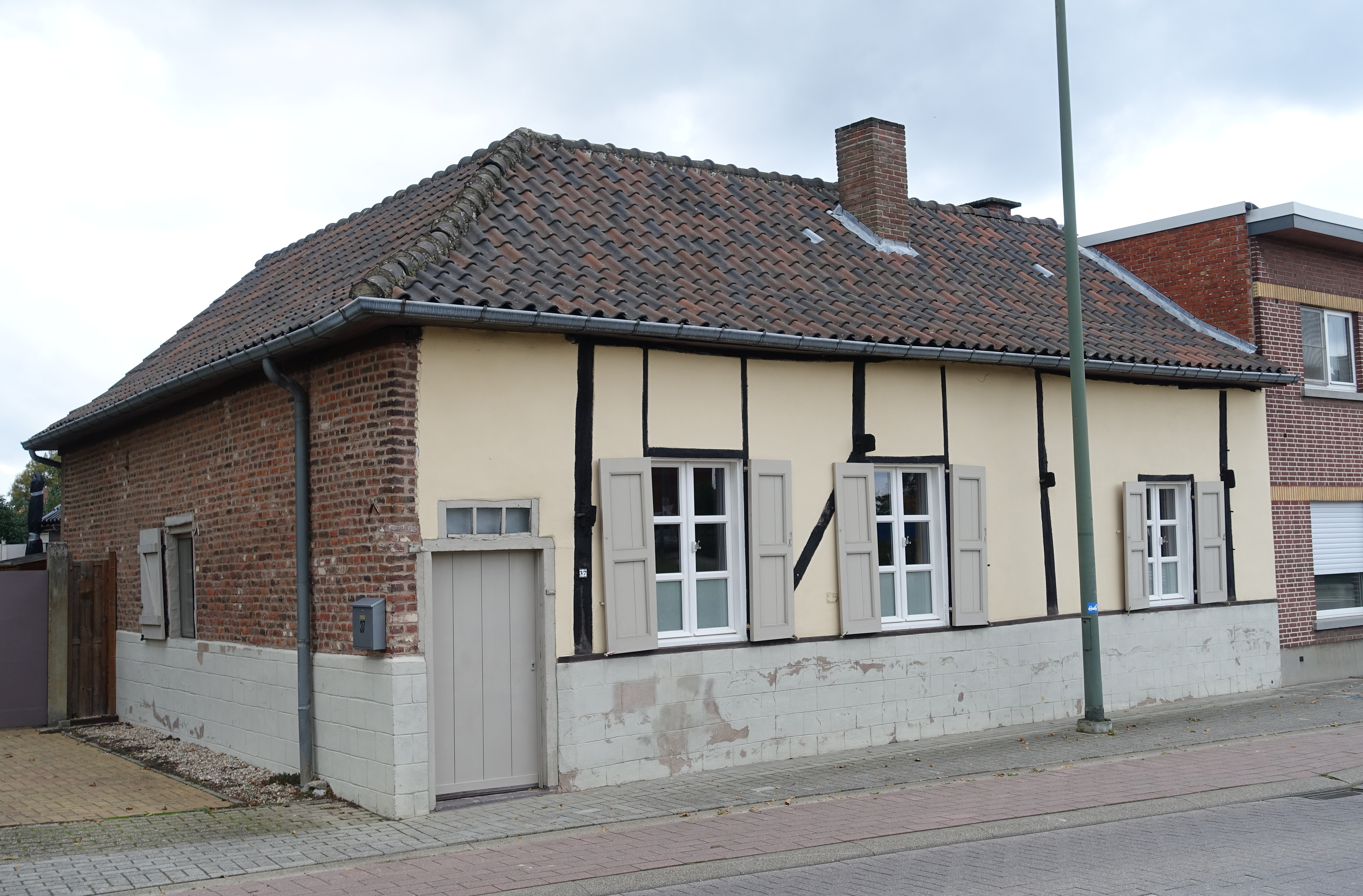
Voormalige herberg - beschermd als monument

## Natuur en landschap
Spalbeek ligt op de overgang van de Kempen en Vochtig-Haspengouw. De bodem wordt door vochtige zandgronden gekenmerkt. De hoogte bedraagt 25 à 30 meter.
Spalbeek is gelegen tussen de riviertjes Demer in het noorden, en Herk in het zuiden. Beide stromen in westelijke richting.

## Politiek
- Lijst van burgemeesters van Spalbeek

## Geboren te Spalbeek
- Hendrik van Veldeke, 12e-eeuws dichter
- Elisabeth van Spalbeek (†1316), mystica
- Arthur Coninx, Vlaamse toneelschrijver
- René Vandereycken, voetballer, coach
- René Martens, wielrenner

## Nabijgelegen kernen
Kermt, Berbroek, Tiewinkel